# Эльферфельд, Карл Готтард
Карл Готтард Эльферфельд (25 сентября 1756, Априки — 7 сентября 1819, Априки, Курляндская губерния) — российский лютеранский пастор, богослов, философ

, публицист, писатель

, издатель и книгораспространитель из балтийских немцев.

## Биография
Родился 25 сентября 1756 года в деревушке Априки, в Курляндии. Происходил из немецкого дворянского рода, одна линия которого в XVI веке переселилась в Курляндию. Все его предки до прадеда были пасторами, и Эльферфельд также предназначался к духовному званию. 
Первоначальное образование он получил под руководством своего отца. В 1774 году Эльферфельд поступил в Гётингенский университет, где изучал богословие, иностранные языки, математику, физику и историю.
Осенью в 1776 года Эльферфельд вернулся назад в Курляндию. Здесь в течение четырёх лет он был домашним учителем, а после смерти своего отца (1800) был назначен на его место пастором в Апприкен. В 1783 году Эльферфельд состоял пастором при церкви имения Salenen, а в 1818 году был назначен пастором Гробинского прихода. 
Как литератор Эльферфельд писал по-немецки и по-латышски и оставил ряд отдельно изданных печатных трудов и кроме того, напечатал ещё несколько проповедей и поместил несколько статей и стихотворений в местном журнале «Mitausche Wöchentliche Unterhaltungen» за 1805—1808 гг. В своих произведениях на латышском языке он подписывался как Kahrli Gattart Elberwelt.
Карл Готтард Эльферфельд скончался он 7 сентября 1819 года в родной деревне.
Сын Эльферфельда, Карл Иоанн Фридрих (1781—1851), пошёл по стопам отца и тоже стал пастором.